# Emlőrák

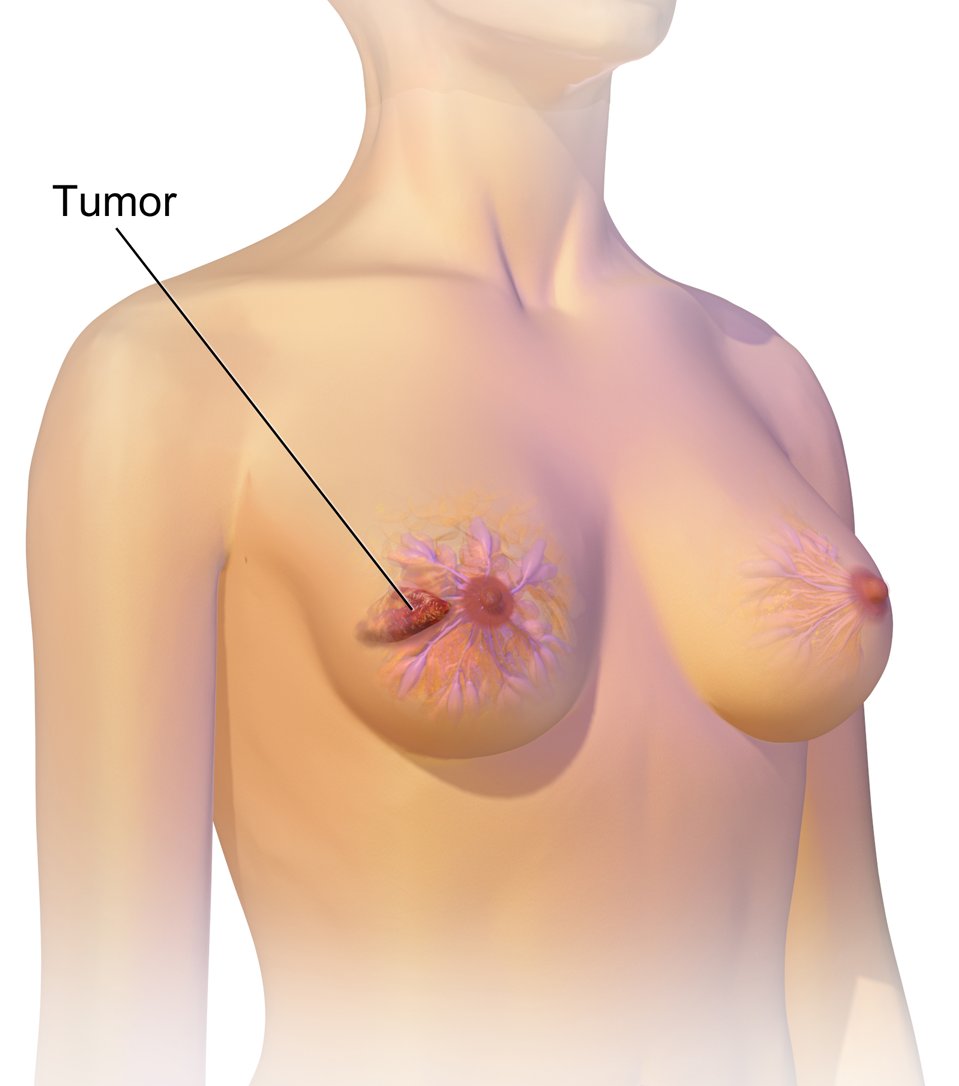
Emlőrák

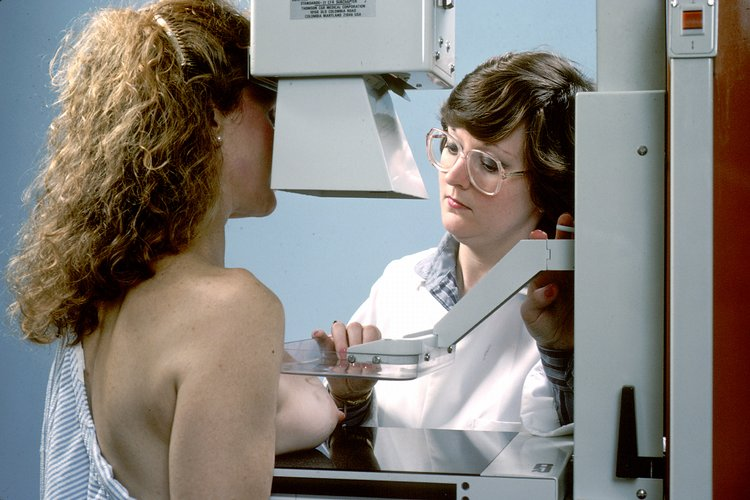
Mammográfiás vizsgálat

Rózsaszín szalag a jelképe a mellrákban megbetegedő nőkkel való szolidaritásnak

Az emlőrák vagy mellrák az emlő sejtjeiből kiinduló, nőket és férfiakat egyaránt érintő daganatos megbetegedés. Leggyakrabban az emlő mirigyszövetéből, illetve a tejutak falát bélelő hámszövetből kiinduló rosszindulatú daganat. A tüdőrák után a második leggyakoribb rákos megbetegedés a világon (az összes rákos eset 10,4%-a, mindkét nemet beleértve), és az ötödik leggyakoribb rákhoz köthető halálok. Csak a nőket vizsgálva azonban az emlőrák magasan a leggyakoribb rákfajta, előfordulásában és a halálos esetek arányában egyaránt. 2005-ben 502 000-en haltak meg emlőrákban a világon (ez a rákos halálesetek 7%-a, az összes haláleset csaknem 1%-a). Az emlőrákos esetek száma az 1970-es évek óta jelentősen emelkedett, amit részben a nyugati civilizáció modern életvitelének a számlájára írnak.
Az emlőrák előfordulási aránya sokkal magasabb nyugaton (Európában és Észak-Amerikában) mint a Harmadik világ országaiban. Az észak-amerikai nőknél figyelték meg az emlőrák legmagasabb előfordulási arányát. Az USA-ban a nők között az emlőrák a leggyakoribb daganatos megbetegedés, és a második leggyakoribb rákhoz köthető halálozási ok (a tüdőrák után). Az amerikai nőknek életük során 1:8 (12,5%) esélyük van arra, hogy invazív (szövetekbe behatoló) emlőrákjuk lesz, és 1:35 (3%) esélyük arra, hogy emlőrákban fognak meghalni.
Európában a rosszindulatú megbetegedések – ezek között az emlőrák is – túlélési esélye tekintetében Magyarország a legrosszabbak közé tartozik. A mellrák a posztmenopauza állapotában lévő nőknél népbetegségi szintre emelkedett az utóbbi időben. Az Országos Onkológiai Intézet felmérése szerint hazánkban élete során minden tizedik nő személyesen is megtapasztalja az emlőrákot. Ennek ellenére a nők többségének nincsen a birtokában elegendő információ a rákos betegségekkel kapcsolatban.
Mivel az emlő férfiakban és nőkben ugyanazokból a szövetekből épül fel, az emlőrák férfiakban is kialakulhat. Férfiaknál a mellrák gyakorisága századakkora, mint a nőknél, de a rákos esetek túlélési esélye statisztikailag megegyezik a nőknél és a férfiaknál.

## A korai emlőrák
Korai emlőrák esetében a rákos megbetegedés még nem terjed túl az emlőn, illetve az azonos oldali nyirokcsomókon. Épp ezért a korai emlőrák még műthető stádiumban van.

## Az áttétes emlőrák
Erről akkor beszélünk, ha – a késői felismerés miatt – a sejtek már eljutottak a távolabbi szervekbe, és ott megtapadva újabb daganatos csomókat, áttéteket képeztek.

## Az emlőrák kialakulásának kockázatát növelő tényezők[10]
Vannak bizonyos rizikófaktorok, amelyek megléte esetén nagyobb valószínűséggel alakulhat ki az emlőrák;
- egyenes ági közeli rokonoknál már előfordult emlőrák, petefészekrák (génmutációk)
- korai menstruáció (12 éves kor előtt), késői menopauza (55 éves kor felett)
- denz emlő
- gyermektelen nők
- 30 éves kor felett születik az első gyermek
- elhízás, mozgásszegény életmód
- magas zsírtartalmú étrend, túlzott alkoholfogyasztás
- ösztrogéntartalmú gyógyszerek (hormonpótló kezelés, fogamzásgátló tabletták)

## Az emlőrák diagnosztikája
Elsőként meg kell említeni a rendszeres szűrés fontosságát, hiszen így az emlőrákok többsége még korai stádiumban felismerhető. Ez magában foglalja mind az emlők ún. önvizsgálatát, mind a mammográfiás vizsgálatot.

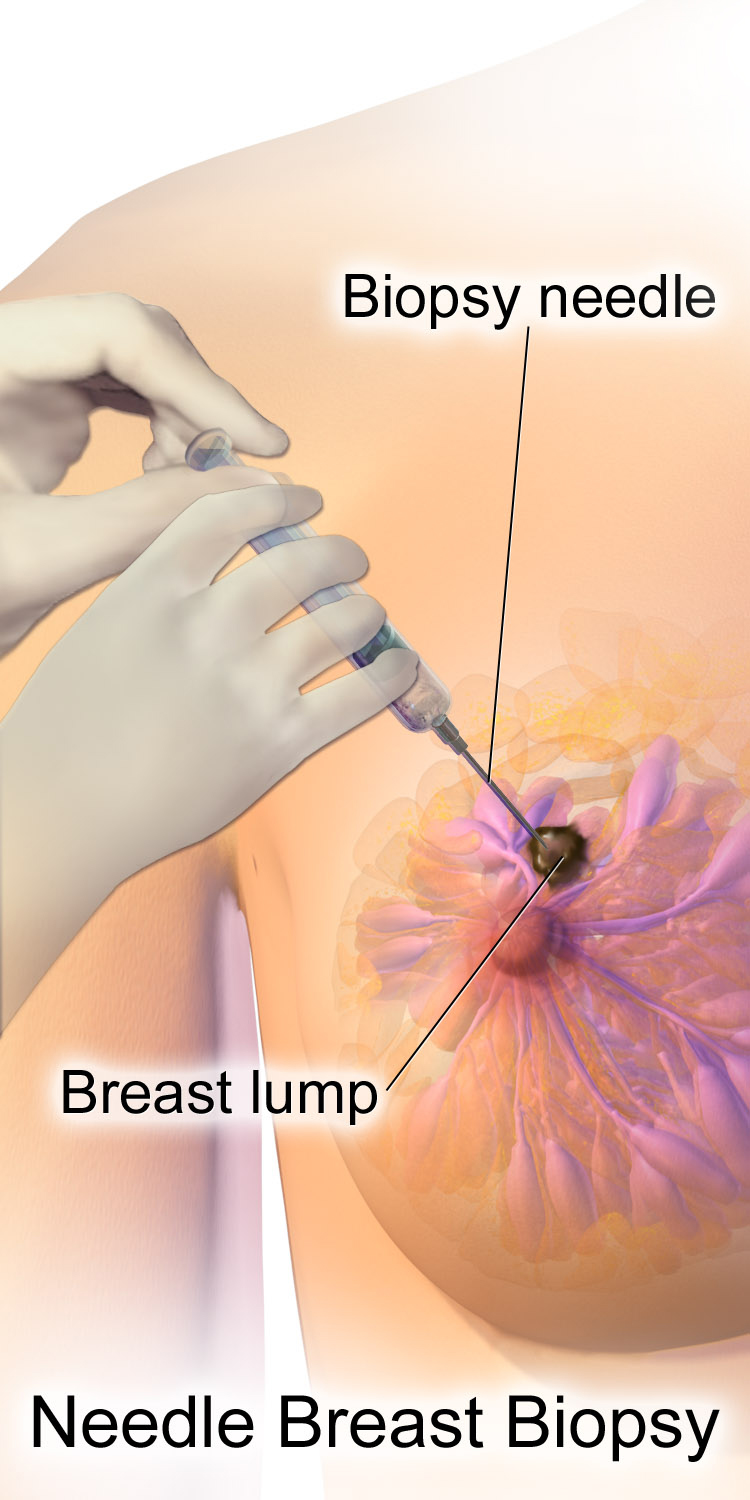
Emlőbiopszia

Elváltozás esetén gyakran mintavételt: finomtű-cytologiát vagy core-biopsziát (vastagtűs biopsziát) végeznek, melyet szövettani vizsgálatnak vetnek alá. Az emlőráknak több megjelenési formája van; lehetnek enyhébb és rosszabb prognózisúak is. Ezek felismerése szövettani vizsgálattal és speciális – immunhisztokémiai, molekuláris biológiai – módszerekkel történik.

## Az emlőrák kezelése

### Kemoterápia
- AC: adriamycin, cyclophosphamide
- CAF: cyclophosphamide, adriamycin, 5-fluorouracil
- CEF: cyclophosphamide, epirubicin, 5-fluorouracil
- CMF: cyclophosphamide, methothrexate, 5-fluorouracil
- EC: epirubicin, cyclophosphamide
- FAC: 5-fluorouracil, adriamycin, cyclophosphamide
- FEC: 5-fluorouracil, epirubicin, cyclophosphamide
- GCSF: granulocyte colony stimulaty factor
- TAC: docetaxel, 5-fluorouracilhttp://www.ncbi.nlm.nih.gov/pmc/articles/PMC359433/figure/fb1-29/

### Adjuváns kezelés
- hormonkészítmények,
- „hormongátlók” (pl. Tamoxifen, Raloxifene, Aromatase Inhibitorok);[11][12] Bebizonyosodott, hogy a tamoxifen (szelektív ösztrogén receptor modulátor) öt éven át tartó napi alkalmazása 50%-kal csökkenti a mellrák kialakulásának kockázatát az arra fogékony nők esetében. [[13]]
- petefészek-eltávolítás a saját oestrogen-hormon termelésének megszüntetésére;
- HER-2 pozitív esetben:[14] trastuzumab (HERCEPTIN), ami egy speciális monoklonális antitest;[15] https://web.archive.org/web/20121224064614/http://www.webio.hu/huon/2006/50/4/0293/0293a.pdf
- a kóros érnövekedést gátló kezelés: pl.: bevacizumab (AVASTIN);[16] stb.

## Megelőzés
Az emlőrákok túlnyomó többsége nem megelőzhető, de a kialakulás kockázata csökkenthető, az általánosan ismert egészséges életmóddal.
A megelőzhető kategóriába az a kevés emlőrák tartozhat, ahol a nő igazoltan magas kockázatú genetikai érintett (BRCA1, BRCA2), és előzetes mastectomiát, emlő eltávolítást végeznek, még a betegség kialakulása előtt.
Az emlőrák, illetve megelőző állapotai az önvizsgálatnak és a mára lehetővé vált szűrésnek köszönhetően a jól  illetve a korán felfedezhető elváltozások közé tartoznak. Tegyen meg mindent a korai felfedezés érdekében:
1. Vizsgáltassa ki menstruációs rendellenességeit. Nem a hormonok a veszélyesek, hanem a hormonális egyensúly hiánya, mely megmutatkozhat vérzési rendellenességekben is.
2. 20 éves kortól havonta végezze el az emlő önvizsgálatát!
3. Évente járjon el rákszűrő vizsgálatra!
4. A legkisebb gyanú esetén is forduljon szakorvoshoz!
5. Amennyiben családjában előfordult emlőrák, fokozottan figyeljen az önvizsgálatra és a rendszeres szakorvosi vizsgálatra (30 és 45 éves kor között 3 évente ajánlott mammográfiás vizsgálat)!
6. Amennyiben családjában nem fordult elő emlőrák, 40 éves korától évente vegyen részt mammográfiás szűrésen!

## Alternatív kezelése
Nincs „alternatív” kezelési mód. Kiegészítő kezelések lehetségesek, amelyek a mellékhatások csökkentését és/vagy a rehabilitációt szolgálják (pl. speciális torna emlőműtötteknek, nyiroködéma-kezelés, pszichoterápia).